# Liste des députés de l'Hérault

## Cinquième République

### Irelégislature(1958-1962)

Députés élus et la couleur de leur parti ou nuance par circonscription

Les députés élus en 1958 sont :
| Circonscription     | Identité             | Parti | Autres mandats                        | Suppléant          |
| ------------------- | -------------------- | ----- | ------------------------------------- | ------------------ |
| 1re circonscription | Pierre Grasset-Morel | CNIP  |                                       | Louis Delbez       |
| 2e circonscription  | Paul Coste-Floret    | MRP   |                                       | Joseph Aussel      |
| 3e circonscription  | Cerf Lurie           | UNR   |                                       | Étienne Vergnettes |
| 4e circonscription  | André Valabrègue     | UNR   |                                       | Albert Bertet      |
| 5e circonscription  | Raoul Bayou          | SFIO  | Conseiller général, maire de Cessenon | Jules Faigt        |

### IIelégislature(1962-1967)

Députés élus et la couleur de leur parti ou nuance par circonscription

Les députés élus en 1962 sont :
| Circonscription     | Identité          | Parti | Autres mandats | Suppléant      |
| ------------------- | ----------------- | ----- | --- | -------------- |
| 1re circonscription | Étienne Ponseillé | RD    | Conseiller général | Pierre Vailhé  |
| 2e circonscription  | Paul Coste-Floret | CD    | | Joseph Aussel  |
| 3e circonscription  | Jules Moch        | SFIO  | | Charles Alliès |
| 4e circonscription  | Paul Balmigère    | PCF   | (élu le 25 novembre 1962 - élection annulée par décision du Conseil constitutionnel du 12 mars 1963 - réélu lors d'une élection partielle le 9 juin 1963) | René Pagès     |
| 5e circonscription  | Raoul Bayou       | SFIO  | Conseiller général, maire de Cessenon | Jules Faigt    |

### IIIelégislature(1967-1968)

Députés élus et la couleur de leur parti ou nuance par circonscription

Les députés élus en 1967 sont :
| Circonscription     | Identité          | Parti     | Autres mandats                        | Suppléant        |
| ------------------- | ----------------- | --------- | ------------------------------------- | ---------------- |
| 1re circonscription | Étienne Ponseillé | FGDS-Rad. | Conseiller général                    | Pierre Vailhé    |
| 2e circonscription  | Gilbert Sénès     | FGDS-SFIO | Conseiller général, maire de Gignac   | René Ferlet      |
| 3e circonscription  | Pierre Arraut     | PCF       | Conseiller général, maire de Sète     | Lucien Guiraudou |
| 4e circonscription  | Paul Balmigère    | PCF       |                                       | René Pagès       |
| 5e circonscription  | Raoul Bayou       | FGDS-SFIO | Conseiller général, maire de Cessenon | Jules Faigt      |

### IVelégislature(1968-1973)

Députés élus et la couleur de leur parti ou nuance par circonscription

Les députés élus en 1968 sont :
| Circonscription     | Identité              | Parti     | Autres mandats                                         | Suppléant            |
| ------------------- | --------------------- | --------- | ------------------------------------------------------ | -------------------- |
| 1re circonscription | René Couveinhes       | UDR       |                                                        | Fernand Rouché       |
| 2e circonscription  | Georges Clavel        | UDR       |                                                        | Jean Waïss           |
| 3e circonscription  | André Collière        | UDR       |                                                        | Louis Léon           |
| 4e circonscription  | Pierre Leroy-Beaulieu | UDR       |                                                        | Jules Cruells-Capèce |
| 5e circonscription  | Raoul Bayou           | FGDS-SFIO | Maire de Cessenon, conseiller général de Saint-Chinian | Jules Faigt          |

### Velégislature(1973-1978)

Députés élus et la couleur de leur parti ou nuance par circonscription

Les députés élus en 1973 sont :
| Circonscription     | Identité       | Parti | Autres mandats                                         | Suppléant       |
| ------------------- | -------------- | ----- | ------------------------------------------------------ | --------------- |
| 1re circonscription | Georges Frêche | PS    | Conseiller municipal de Montpellier                    | Élie Rauzier    |
| 2e circonscription  | Gilbert Sénès  | PS    | Maire de Gignac, conseiller général de Gignac          | Marcel Vidal    |
| 3e circonscription  | Pierre Arraut  | PCF   | Maire de Sète                                          | André Galan     |
| 4e circonscription  | Paul Balmigère | PCF   | Conseiller municipal d'Agde, conseiller général d'Agde | Maurice Verdier |
| 5e circonscription  | Raoul Bayou    | PS    | Maire de Cessenon, conseiller général de Saint-Chinian | Jules Faigt     |

### VIelégislature(1978-1981)

Députés élus et la couleur de leur parti ou nuance par circonscription

Les députés élus en 1978 sont :
| Circonscription     | Identité                                | Parti | Autres mandats                                         | Suppléant               |
| ------------------- | --------------------------------------- | ----- | ------------------------------------------------------ | ----------------------- |
| 1re circonscription | François Delmas puis Robert-Félix Fabre | UDF   | . Maire de Pérols                                      | Robert-Félix Fabre .    |
| 2e circonscription  | Gilbert Sénès                           | PS    | Maire de Gignac, conseiller général de Gignac          | Marcel Vidal            |
| 3e circonscription  | Myriam Barbera                          | PCF   |                                                        | André Galan             |
| 4e circonscription  | Paul Balmigère                          | PCF   | Maire de Béziers, conseiller général d'Agde            | Dominique Fresquet-Roda |
| 5e circonscription  | Raoul Bayou                             | PS    | Maire de Cessenon, conseiller général de Saint-Chinian | Jules Faigt             |

### VIIelégislature(1981-1986)

Députés élus et la couleur de leur parti ou nuance par circonscription

Les députés élus en 1981 sont :
| Circonscription     | Identité       | Parti | Autres mandats                                         | Suppléant           |
| ------------------- | -------------- | ----- | ------------------------------------------------------ | ------------------- |
| 1re circonscription | Georges Frêche | PS    | Maire de Montpellier                                   | Élie Rauzier        |
| 2e circonscription  | Gilbert Sénès  | PS    | Maire de Gignac, conseiller général de Gignac          | Jean-Pierre Vignau  |
| 3e circonscription  | Jean Lacombe   | PS    | Adjoint au maire de Sète, conseiller régional          | René Verdeil        |
| 4e circonscription  | Paul Balmigère | PCF   | Maire de Béziers, conseiller général d'Agde            | Claude Rouquairol   |
| 5e circonscription  | Raoul Bayou    | PS    | Maire de Cessenon, conseiller général de Saint-Chinian | Jean-Pierre Austruy |

### VIIIelégislature(1986-1988)
Les députés élus en 1986 à la proportionnelle (pas de circonscription) sont :
| Identité                | Parti | Autres mandats                                                           |
| ----------------------- | ----- | ------------------------------------------------------------------------ |
| M. Willy Diméglio       | UDF   | Conseiller municipal de Montpellier, conseiller général de Montpellier-4 |
| M. Georges Frêche       | PS    | Maire de Montpellier, conseiller régional de Languedoc-Roussillon        |
| M. Georges Fontès*      | RPR   | Maire de Béziers                                                         |
| M. Jean-Claude Martinez | FN    | Conseiller municipal de Montpellier                                      |
| M. Alain Barrau         | PS    |                                                                          |
| M. Jean Lacombe         | PS    |                                                                          |
| M. Jacques Roux         | PCF   |                                                                          |

Couleur de leur parti ou de la nuance arrivée en tête par circonscription

- Remplacé par René Couveinhes, RPR à partir du 1er avril 1986, lors de sa nomination au gouvernement de Jacques Chirac.

### IXelégislature(1988-1993)

Députés élus et la couleur de leur parti ou nuance par circonscription

Les députés élus en 1988 sont :
| Circonscription     | Identité        | Parti | Autres mandats                                                           | Suppléant             |
| ------------------- | --------------- | ----- | ------------------------------------------------------------------------ | --------------------- |
| 1re circonscription | Willy Diméglio  | UDF   | Conseiller municipal de Montpellier, conseiller général de Montpellier-4 | Michel Vaillat        |
| 2e circonscription  | Gérard Saumade  | PS    | Président du conseil général de l'Hérault                                | Max Lévita            |
| 3e circonscription  | René Couveinhes | RPR   | Maire de La Grande-Motte, conseiller régional                            | Jean-Pierre Grand     |
| 4e circonscription  | Georges Frêche  | PS    | Maire de Montpellier, conseiller régional                                | Gilberte Vignau-Sénès |
| 5e circonscription  | Bernard Nayral  | PS    | Maire de Capestang, conseiller général de Capestang                      | Jean Arcas            |
| 6e circonscription  | Alain Barrau    | PS    |                                                                          | Éliane Bauduin        |
| 7e circonscription  | Jean Lacombe    | PS    |                                                                          | André Bordères        |

### Xelégislature(1993-1997)

Députés élus et la couleur de leur parti ou nuance par circonscription

Les députés élus en 1993 sont :
| Circonscription     | Identité           | Parti                 | Autres mandats                                                                                              | Suppléant(e)         |
| ------------------- | ------------------ | --------------------- | --- | -------------------- |
| 1re circonscription | M. Willy Diméglio  | UDF                   | Conseiller général du canton de Montpellier-1                                                               | Michel Vaillat       |
| 2e circonscription  | M. Bernard Serrou  | RPR                   | | Pierrette Soulas     |
| 3e circonscription  | M. René Couveinhes | RPR                   | Maire de La Grande-Motte                                                                                    | Pierre Dudieuzère    |
| 4e circonscription  | M. Gérard Saumade  | République et liberté | Maire de Saint-Mathieu-de-Tréviers, Président du Conseil général, conseiller général du canton des Matelles | Louis Villaret       |
| 5e circonscription  | M. Marcel Roques   | UDF                   | Maire de Lamalou-les-Bains                                                                                  | Richard Nouguier     |
| 6e circonscription  | M. Raymond Couderc | UDF                   | Maire de Béziers                                                                                            | Roger Louis          |
| 7e circonscription  | M. Yves Marchand   | UDF                   | Maire de Sète                                                                                               | Michel Saint-Blancat |

### XIelégislature(1997 - 2002)

Députés élus et la couleur de leur parti ou nuance par circonscription

Les députés élus en 1997 sont :
| Circonscription     | Identité               | Parti   | Autres mandats                                                                | Suppléant                   |
| ------------------- | ---------------------- | ------- | ----------------------------------------------------------------------------- | --------------------------- |
| 1re circonscription | M. Gilbert Roseau      | PS      | Adjoint au maire de Montpellier, conseiller général (canton de Montpellier-6) | Françoise Vallette-Viallard |
| 2e circonscription  | M. Georges Frêche      | PS      | Maire de Montpellier                                                          | Pierre Maurel               |
| 3e circonscription  | Mme Christine Lazerges | PS      | Adjointe au maire de Montpellier                                              | Claude Barral               |
| 4e circonscription  | M. Gérard Saumade      | RCV-MDC | Maire de Saint-Mathieu-de-Tréviers                                            | Louis Villaret              |
| 5e circonscription  | M. Bernard Nayral      | PS      | Maire de Capestang, conseiller général du canton de Capestang                 | Michel Gaudy                |
| 6e circonscription  | M. Alain Barrau        | PS      | Conseiller municipal de Béziers                                               | Raymond Faro                |
| 7e circonscription  | M. François Liberti    | PCF     | Maire de Sète                                                                 | Michel Mur                  |

### XIIelégislature(2002–2007)

Députés élus et la couleur de leur parti ou nuance par circonscription

Les députés élus le 16 juin 2002 sont :
| Circonscription     | Identité              | Parti | Autres mandats | Suppléant(e)               |
| ------------------- | --------------------- | ----- | --- | -------------------------- |
| 1re circonscription | M. Christian Jeanjean | UMP   | Maire de Palavas-les-Flots                                                                                           | Marie-Laure Anselme-Martin |
| 2e circonscription  | M. Jacques Domergue   | UMP   | Conseiller régional du Languedoc-Roussillon                                                                          | Arnaud Julien              |
| 3e circonscription  | M. Jean-Pierre Grand  | UMP   | Maire de Castelnau-le-Lez                                                                                            | Mireille Lavigne           |
| 4e circonscription  | M. Robert Lecou       | UMP   | Maire de Lodève | Françoise Fassio           |
| 5e circonscription  | M. Kléber Mesquida    | PS    | Vice-Président du Conseil général de l'Hérault (canton de Saint-Pons-de-Thomières), Maire de Saint-Pons-de-Thomières | Michel Gaudy               |
| 6e circonscription  | M. Paul-Henri Cugnenc | UMP   | Adjoint au maire de Béziers                                                                                          | Élie Aboud                 |
| 7e circonscription  | M. François Liberti   | PCF   | Conseiller général du canton de Sète-2                                                                               | Michel Mur                 |

### XIIIelégislature(2007–2012)

Députés élus et la couleur de leur parti ou nuance par circonscription

Les députés élus le 17 juin 2007 sont :
| Circonscription     | Identité             | Parti  | Autres mandats | Suppléant(e)        |
| ------------------- | -------------------- | ------ | --- | ------------------- |
| 1re circonscription | M. Jacques Domergue  | UMP    | Conseiller municipal de Montpellier                                                                                  | Patricia Hirsch     |
| 2e circonscription  | M. André Vézinhet    | PS     | Président du conseil général de l'Hérault                                                                            | Monique Petard      |
| 3e circonscription  | M. Jean-Pierre Grand | UMP-RS | Maire de Castelnau-le-Lez                                                                                            | Mireille Lavigne    |
| 4e circonscription  | M. Robert Lecou      | UMP    | Conseiller municipal de Lodève                                                                                       | Françoise Fassio    |
| 5e circonscription  | M. Kléber Mesquida   | PS     | Vice-Président du Conseil général de l'Hérault (canton de Saint-Pons-de-Thomières), Maire de Saint-Pons-de-Thomières | Michel Gaudy        |
| 6e circonscription  | M. Élie Aboud        | UMP    | Adjoint au maire de Béziers (en remplacement de Paul-Henri Cugnenc décédé le 4 juillet 2007)                         |                     |
| 7e circonscription  | M. Gilles d'Ettore   | UMP    | Maire d'Agde | François Commeinhes |

### XIVelégislature(2012–2017)
Les députés élus le 17 juin 2012 sont :
| Circonscription     | Identité                 | Parti | Autres mandats                                                                                           | Suppléant                |
| ------------------- | ------------------------ | ----- | --- | ------------------------ |
| 1re circonscription | M. Jean-Louis Roumégas   | EELV  | Conseiller municipal de Montpellier                                                                      | Aurélie Mexandeau        |
| 2e circonscription  | Mme. Anne-Yvonne Le Dain | PS    | | Philippe Saurel          |
| 3e circonscription  | Mme. Fanny Dombre-Coste  | PS    | | Jean-Luc Bergeon         |
| 4e circonscription  | M. Frédéric Roig         | PS    | Maire de Pégairolles-de-l'Escalette, Conseiller général du canton du Caylar                              | Laure Tondon             |
| 5e circonscription  | M. Kléber Mesquida       | PS    | Conseiller général du canton de Saint-Pons-de-Thomières, Conseiller municipal de Saint-Pons-de-Thomières | Marie Passieux           |
| 6e circonscription  | M. Élie Aboud*           | UMP   | Conseiller municipal de Béziers                                                                          | Christine Villeneuve     |
| 7e circonscription  | M. Sébastien Denaja      | PS    | Conseiller municipal de Sète                                                                             | Christine Guiraud-Guerre |
| 8e circonscription  | M. Christian Assaf       | PS    | Conseiller régional d'Occitanie                                                                          | Patricia Martin          |
| 9e circonscription  | M. Patrick Vignal        | PS    | Conseiller municipal de Montpellier                                                                      | Muriel Goroneskoul       |

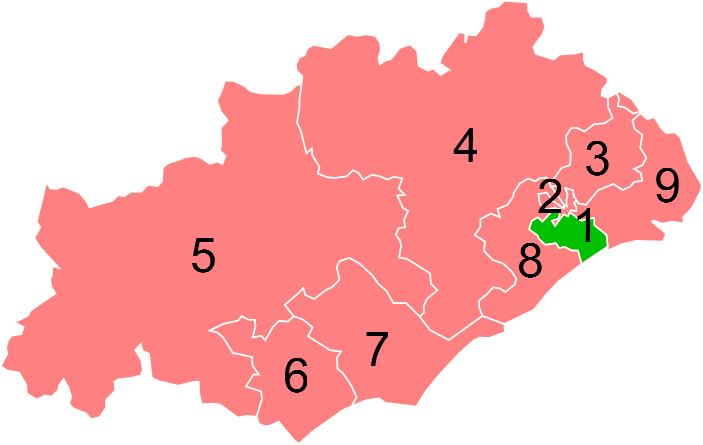
Députés élus et la couleur de leur parti ou nuance par circonscription

*élu à la suite d'une élection législative partielle le 16 décembre 2012, en remplacement de Dolorès Roqué, PS, dont l'élection a été annulée par le Conseil Constitutionnel le 24 octobre 2012.

### XVelégislature(2017–2022)

Députés élus et la couleur de leur parti ou nuance par circonscription

| Circonscription     | Identité             | Parti | Parti     | Autres mandats | Suppléant              |
| ------------------- | -------------------- | ----- | --------- | --- | ---------------------- |
| 1re circonscription | Patricia Mirallès    |       | LREM      | Conseillère départementale du canton de Montpellier-4 (2015-2017), Conseillère municipale de Montpellier, Conseillère métropolitaine                  | Philippe Sorez         |
| 2e circonscription  | Muriel Ressiguier    |       | FI PG-ENS | Conseillère régionale (2015-2017) | René Revol             |
| 3e circonscription  | Coralie Dubost       |       | LREM      | | Joël Raymond           |
| 4e circonscription  | Jean-François Eliaou |       | LREM      | | Laurence Gess-Llaredes |
| 5e circonscription  | Philippe Huppé       |       | LREM      | Maire d'Adissan (2008-2017), Conseiller municipal d'Adissan (depuis 2008), Membre de la Communauté d'Agglomération Hérault Méditerranée (depuis 2008) | Bruno Barthès          |
| 6e circonscription  | Emmanuelle Ménard    |       | FN        | | Jacques Nain           |
| 7e circonscription  | Christophe Euzet     |       | LREM      | | William Nicolas        |
| 8e circonscription  | Nicolas Démoulin     |       | LREM      | | Sabine Cotreaux        |
| 9e circonscription  | Patrick Vignal       |       | LREM      | Conseiller municipal de Montpellier | Virginie Bruguès       |

### XVIelégislature(2022–2024)

Députés élus et la couleur de leur parti ou nuance par circonscription

| Circonscription     | Identité               | Parti | Parti | Suppléant                 | Autres mandats                                                                             |
| ------------------- | ---------------------- | ----- | ----- | ------------------------- | ------------------------------------------------------------------------------------------ |
| 1re circonscription | Patricia Mirallès      |       | TDP   | Philippe Sorez            | Conseillère municipale de Montpellier                                                      |
| 2e circonscription  | Nathalie Oziol         |       | LFI   | René Revol                |                                                                                            |
| 3e circonscription  | Laurence Cristol       |       | LREM  | Arnaud Moynier            | Conseillère départementale de l'Hérault Conseillère municipale de Saint-Clément-de-Rivière |
| 4e circonscription  | Sébastien Rome         |       | LFI   | Caroline Borras           |                                                                                            |
| 5e circonscription  | Stéphanie Galzy        |       | RN    | Bernard Mula              |                                                                                            |
| 6e circonscription  | Emmanuelle Ménard      |       | SE    | Jérémie Vidal             | Conseillère municipale de Béziers                                                          |
| 7e circonscription  | Aurélien Lopez-Liguori |       | RN    | Fabienne Varesano         |                                                                                            |
| 8e circonscription  | Sylvain Carrière       |       | LFI   | Livia Jampy               |                                                                                            |
| 9e circonscription  | Patrick Vignal         |       | LREM  | Patricia Moullin-Traffort |                                                                                            |

### XVIIelégislature(2024-)

Députés élus et la couleur de leur parti ou nuance par circonscription

| Circonscription     | Identité               | Parti | Parti | Suppléant          | Autres mandats                   |
| ------------------- | ---------------------- | ----- | ----- | ------------------ | -------------------------------- |
| 1re circonscription | Jean-Louis Roumégas    |       | LÉ    | Claire Cathala     |                                  |
| 2e circonscription  | Nathalie Oziol         |       | LFI   | René Revol         |                                  |
| 3e circonscription  | Fanny Dombre-Coste     |       | PS    | Eric Penso         | Adjointe au maire de Montpellier |
| 4e circonscription  | Manon Bouquin          |       | RN    | Benoit Gilhet      |                                  |
| 5e circonscription  | Stéphanie Galzy        |       | RN    | Bernard Mula       |                                  |
| 6e circonscription  | Julien Gabarron        |       | RN    | Olivier Stroobants |                                  |
| 7e circonscription  | Aurélien Lopez-Liguori |       | RN    | Bernard Chaumeil   | Conseiller municipal de Sète     |
| 8e circonscription  | Sylvain Carrière       |       | LFI   | Livia Jampy        |                                  |
| 9e circonscription  | Charles Alloncle       |       | UDR   | Thierry Tsagalos   |                                  |

## IVe République

### Législature 1956 - 1958
- Vincent Badie
- Raoul Calas (PCF)
- Paul Coste-Floret
- Jules Moch (SFIO)
- René Pagès (PCF)
- Mathieu Teulé (UFF)

### Législature 1951 - 1956
- Vincent Badie
- Paul Coste-Floret
- Louis Delbez
- Léon Jean
- Madeleine Laissac
- Jules Moch (SFIO)

### Législature 1946 - 1951
- Vincent Badie
- Paul Boulet
- Raoul Calas (PCF)
- Paul Coste-Floret
- Antonin Gros (PCF)
- Jules Moch (SFIO)

## Gouvernement provisoire de la République française

### Assemblée constituante de 1946
- Vincent Badie
- Paul Boulet
- Raoul Calas (PCF)
- Paul Coste-Floret
- Antonin Gros (PCF)
- Jules Moch (SFIO)

### Assemblée constituante de 1945
- Joseph Aussel
- Vincent Badie
- Raoul Calas (PCF)
- Paul Coste-Floret
- Antonin Gros (PCF)
- Jules Moch (SFIO)

## IIIeRépublique

### Assemblée nationale(1871-1876)
- Félix Dupin, Union des droites
- Eugène Arrazat, Union républicaine
- Léon Vitalis, Centre droit
- Albert Castelnau, Union républicaine
- Jean-Marie de Grasset, Union des droites
- Marie Théophile de Rodez-Benavent, Extrême-droite
- Louis Viennet, Union des droites
- Étienne Bouisson, Centre droit

### Irelégislature(1876-1877)
- Paul Devès
- Léon Vitalis
- Albert Castelnau
- Émile Vernhes
- Joseph Fourcade
- Eugène Lisbonne

### IIelégislature(1877-1881)
- Paul Ménard-Dorian
- Paul Devès
- Joseph Fourcade invalidé en 1878, remplacé par Louis Agniel
- Léon Vitalis invalidé en 1878, remplacé par Eugène Arrazat
- Émile Vernhes
- Eugène Lisbonne

### IIIelégislature(1881-1885)
- Jacques Salis
- Paul Devès remplacé en 1882 par Michel Vernière
- Paul Ménard-Dorian
- Eugène Arrazat décédé en 1883, remplacé par Jean Galtier
- Émile Vernhes
- Émile Tarbouriech

### IVelégislature(1885-1889)
- Jacques Salis
- Michel Vernière
- Paul Ménard-Dorian
- Jean Galtier
- Élisée Déandréis
- Jules Razimbaud
- Émile Vernhes

### Velégislature(1889-1893)
- Béziers-1 : Émile Vernhes, Radical, décédé en 1890, remplacé par Alphonse Mas
- Montpellier-2 : Jacques Salis, Radical
- Béziers-2 : Michel Vernière, Radical
- Lodève : Paul Ménard-Dorian, Extrême-gauche
- Montpellier-1 : Élisée Déandréis, Républicain radical
- Saint-Pons : Jules Razimbaud, Radical

Source : journal Le Temps du 24 septembre et du 8 octobre 1889 sur Gallica,.

### VIelégislature(1893-1898)
- Lodève : Paul Vigné d'Octon, Socialiste
- Saint-Pons : Louis Cros-Bonnel, Républicain
- Béziers-2 : Jean Cot, Républicain, démissionne en 1897, remplacé par Justin Augé, Radical
- Béziers-1 : Alphonse Mas (homme politique), Radical
- Montpellier-2 : Jacques Salis, Radical
- Montpellier-1 : Élie Cousin, Radical

Source : journal Le Temps du 22 août et du 5 septembre 1893 sur Gallica,.

### VIIelégislature(1898-1902)
- Béziers-1 : Louis Lafferre, Radical Socialiste
- Lodève : Paul Vigné d'Octon, Radical Socialiste
- Montpellier-1 : Jean-Baptiste Bénézech, Socialiste
- Béziers-2 : Justin Augé, Radical Socialiste
- Montpellier-2 : Jacques Salis, Républicain
- Saint-Pons : Jules Razimbaud, Radical

Source : journal Le Temps du 10 mai et du 24 mai 1898 sur Gallica,.

### VIIIelégislature(1902-1906)
- Saint-Pons : Jules Razimbaud, Radical socialiste, élu sénateur en 1904, remplacé par son fils  Jules-Armand Razimbaud, Radical socialiste
- Béziers-1 : Louis Lafferre, Radical socialiste
- Lodève : Paul Vigné d'Octon, Radical socialiste
- Montpellier-1 : Auguste Mas, Radical socialiste
- Montpellier-2 : Jean-Baptiste Bénézech, Socialiste
- Béziers-2 : Justin Augé, Radical socialiste
- Montpellier-3 : Jacques Salis, Gauche Radicale

Source : journal Le Temps du 29 avril et du 13 mai 1902 sur Gallica,.

### IXelégislature(1906-1910)
- Lodève : Paul Pelisse, Gauche Radicale Socialiste
- Saint-Pons : Jules-Armand Razimbaud, Gauche Radicale Socialiste
- Montpellier-1 : Pierre Leroy-Beaulieu, Républicain progressiste, élection invalidée le 29 décembre 1906. Réélu le 3 mars 1907
- Béziers-1 : Louis Lafferre, Gauche Radicale Socialiste
- Montpellier-2 : Jean-Baptiste Bénézech, Socialistes unifiés, décédé le 20 février 1909, remplacé par François Astier, Gauche Radicale Socialiste, élu le 30 mai 1909
- Béziers-2 : Justin Augé, Gauche Radicale Socialiste
- Montpellier-3 : Jacques Salis, Gauche Radicale Socialiste

Sources : Journal Le Temps du 6 et du 22 mai 1906 sur Gallica - ,.

### Xelégislature(1910-1914)
- Béziers-2 : Édouard Barthe, socialistes unifiés
- Montpellier-3 : Jean Molle, socialistes unifiés
- Lodève : Paul Pélisse, radical socialiste
- Saint-Pons : Jules-Armand Razimbaud, radical socialiste
- Montpellier-1 : Pierre Leroy-Beaulieu, Républicain progressiste
- Montpellier-2 : Camille Reboul, socialistes unifiés
- Béziers-1 : Louis Lafferre, Radical socialiste

Sources : Journal Le Temps du 24 avril et du 8 mai 1910 sur Gallica - ,.

### XIelégislature(1914-1919)
- Béziers-2 : Édouard Barthe, SFIO
- Saint-Pons : Charles Caffort, Radical socialiste
- Lodève : Pierre Masse, Gauche radicale
- Montpellier-3 : Jean Molle, Union républicaine radicale et socialiste, décédé le 27 septembre 1918, non remplacé
- Montpellier-2 : Camille Reboul, SFIO
- Béziers-1 : Louis Lafferre, Radical socialiste
- Montpellier-1 : Paul Pezet, Radical socialiste

Sources : Journal Le Temps du 28 avril et du 12 mai 1914 sur Gallica - ,.

### XIIelégislature(1919-1924)
Les élections législatives de 1919 furent organisées au scrutin proportionnel de liste. Elles marquèrent au niveau national la victoire du "Bloc national" de centre-droit.
Liste d'Union socialiste de défense des combattants et d'action économique
- Édouard Barthe, SFIO
- Jean Félix, SFIO

Liste d'Union républicaine, d'action économique et sociale
- Charles Guilhaumon, Républicain socialiste
- Pierre Viala, Gauche républicaine démocratique

Liste d'Union nationale de travail et de progrès
- Louis Guibal, Indépendant de droite
- Henri de Rodez-Bénavent, Indépendant de droite
- Xavier de Magallon d'Agens, Indépendant de droite

Source : Barodet sur le site de l'Assemblée Nationale - https://bibnum.sciencespo.fr/s/catalogue/ark:/46513/sc16m2kz#?c=&m=&s=&cv=

### XIIIelégislature(1924-1928)
Les élections législatives de 1924 furent organisées au scrutin proportionnel de liste. Elles marquèrent au niveau national national la victoire du "Cartel des gauches".
Liste du Cartel des Gauches
- Édouard Barthe, SFIO
- Charles Guilhaumon, Parti radical et radical-socialiste
- Charles Caffort, Parti radical et radical-socialiste
- Albert Milhaud, Parti radical et radical-socialiste
- Joseph Railhac, Républicain socialiste et socialiste français
- Jean Félix, SFIO

Source : Barodet sur le site de l'Assemblée Nationale - https://bibnum.sciencespo.fr/s/catalogue/ark:/46513/sc16m1m0#?c=&m=&s=&cv=

### XIVelégislature(1928-1932)
Les élections législatives furent au scrutin d'arrondissement majoritaire à deux tours de 1928 à 1936.
- Montpellier-3 : Adolphe Merle, Radical-socialiste, décédé le 31 janvier 1930, remplacé par Lucien Salette, SFIO, élu le 6 avril 1930
- Béziers-3 : Édouard Barthe, SFIO
- Béziers-2 : Charles Caffort, Radical-socialiste
- Montpellier-1 : Henri de Rodez-Bénavent, Indépendant (Droite)
- Béziers-1 : Charles Guilhaumon, Indépendant de Gauche
- Lodève : Louis Germain-Martin, Gauche radicale
- Montpellier-2 : Jean Alès, Radical-socialiste

Source : Élections législatives 22-29 avril 1928 de Georges Lachapelle - https://gallica.bnf.fr/ark:/12148/bpt6k320439r.texteImage#

### XVelégislature(1932-1936)
- Béziers-2 : Jean Félix, SFIO
- Béziers-3 : Édouard Barthe, Parti socialiste de France
- Montpellier-3 : Lucien Salette, SFIO
- Montpellier-1 : Henri de Rodez-Bénavent, Non-inscrit (Droite)
- Lodève : Louis Germain-Martin, Gauche radicale
- Montpellier-2 : Jean Alès, Radical-socialiste
- Béziers-1 : Léon Baylet, SFIO

### XVIelégislature(1936-1940)
- Lodève : Vincent Badie, Radical-socialiste
- Montpellier-1 : Paul Boulet, Parti de la Jeune République
- Béziers-2 : Fernand Roucayrol, SFIO
- Montpellier-3 : Lucien Salette, SFIO, décédé le 6 mars 1937, remplacé par Jules Moch, SFIO, élu le 2 mai 1937
- Béziers-1 : Auguste Albertini, Radical-socialiste, élu sénateur en 1939, non remplacé
- Montpellier-2 : Moïse Majurel, SFIO
- Béziers-3 : Édouard Barthe, Union socialiste républicaine

## Second Empire

### Irelégislature(1852-1857)
- Charles Huc décédé en 1854, remplacé par Mathieu Cazelles
- Louis Parmentier décédé en 1852, remplacé par Émile-Auguste Doûmet
- Henri Charles Roulleaux Dugage

### IIelégislature(1857-1863)
- Henri Charles Roulleaux Dugage
- Émile-Auguste Doumet
- Mathieu Cazelles

### IIIelégislature(1863-1869)
- Jules Pagézy
- Henri Charles Roulleaux Dugage
- Mathieu Cazelles

### IVelégislature(1869-1870)
- Ernest Picard
- Jacques Coste-Floret
- Henri Charles Roulleaux Dugage
- Mathieu Cazelles

## IIeRépublique
Élections au suffrage universel masculin à partir de 1848

### Assemblée nationale constituante (1848-1849)
- Marie François Joseph Jules André
- Jean-Pierre Laissac
- Jules Renouvier
- Jacques Brives
- Hippolyte Charamaule
- Antoine de Carrion-Nizas
- Toussaint Bertrand
- Mathieu Cazelles
- Aristide Reboul-Coste
- François Anne Marcel Vidal

### Assemblée nationale législative (1849-1851)
- Gustave de Girard
- Napoléon-Hector Soult de Dalmatie
- Jacques Brives
- Amédée Vernhette
- Hippolyte Charamaule
- Eugène de Grasset
- Emmanuel Louis Marie Guignard de Saint-Priest
- Ferdinand Debès

## Chambre des députés (Monarchie de Juillet)

### IreLégislature(1830-1831)
- Guillaume Granier
- Armand Brunet de Villeneuve
- Jean-Pons-Guillaume Viennet
- Jean Antoine Renouvier

### IIeLégislature(1831-1834)
- Aristide Reboul-Coste démissionne en 1833, remplacé par Jean Daniel Haguenot
- Hippolyte Charamaule
- Guillaume Granier
- François Anne Marcel Vidal
- Jean-Pons-Guillaume Viennet
- Jean Antoine Renouvier

### IIIeLégislature(1834-1837)
- Hippolyte Charamaule
- Eugène de Grasset
- Jean-Martial Azaïs
- Guillaume Granier
- Jean-Pons-Guillaume Viennet

### IVeLégislature(1837-1839)
- Jean Daniel Haguenot
- Pierre Flourens
- Jean-Martial Azaïs
- Jacques Étienne Bérard
- Guillaume Granier
- Maurice Fumeron d'Ardeuil

### VeLégislature(1839-1842)
- Roger de Larcy
- Jean Daniel Haguenot
- Hippolyte Charamaule
- Jean-Martial Azaïs
- Guillaume Granier
- Ferdinand Debès

### VIeLégislature(1842-1846)
- Roger de Larcy
- Joseph Floret
- Eugène de Grasset
- Guillaume Granier
- Ferdinand Debès

### VIIeLégislature(17/08/1846-24/02/1848)
- Louis-Barthélémy Reynaud
- Guillaume Granier
- Ferdinand Debès

## Chambre des députés des départements (2eRestauration)

### Irelégislature(1815–1816)
- Louis Hippolyte de Montcalm-Gozon
- Pierre Paulinier de Fontenilles
- Antoine Ambroise Auguste de Jessé
- Jacques Durand-Fajon

### IIelégislature(1816-1823)
- Louis Hippolyte de Montcalm-Gozon
- André-Henri Daudé d'Alzon
- Antoine Ambroise Auguste de Jessé
- Jean-Raymond Caizergues
- Marie-Jean Lesage d'Hauteroche
- Joseph Louis Henri Sarret de Coussergues
- Jacques Durand-Fajon
- Jacques de La Grange-Gourdon

### IIIelégislature(1824-1827)
- Joseph Ratyé de Lapeyrade
- Jean-Raymond Caizergues
- Marie-Jean Lesage d'Hauteroche
- Joseph Louis Henri Sarret de Coussergues
- Jacques Durand-Fajon

### IVelégislature(1828-1830)
- Alexandre Pataille
- Jean Pons Guillaume Viennet
- Jean Antoine Renouvier
- André-Henri Daudé d'Alzon
- Joseph Ratyé de Lapeyrade

### Velégislature(23 juin 1830-28 juillet 1830)
- Armand Brunet de Villeneuve
- Jean Pons Guillaume Viennet
- André-Henri Daudé d'Alzon
- Joseph Ratyé de Lapeyrade
- Jacques Durand-Fajon

## Chambre des représentants (Cent-Jours)
- Jacques Valantin
- Jean-Baptiste Constans
- Barthélemy Luchaire
- Pierre-Louis Granier
- Pierre-Joseph Cambon
- Pierre Milhau

## Chambre des députés des départements (1reRestauration)
- André Jean Simon Nougarède de Fayet
- Gabriel-Joseph Laur
- Jean-Baptiste-Barthélemy Lajard

## Corps législatif(1800-1814)
- André Jean Simon Nougarède de Fayet
- Barthélemy Jouvent
- Gabriel-Joseph Laur
- Charles Louis Joseph de Gau de Frégeville
- Jean-Baptiste-Barthélemy Lajard
- Pierre Grenier

## Conseil des Cinq-Cents(1795-1799)
- Barthélemy Jouvent
- Louis Joubert
- Charles Louis Joseph de Gau de Frégeville
- Jean-Pascal Rouyer
- François Denis Rouch
- Jean-François Curée
- Jean-François Thourel
- Jean-Jacques-Régis de Cambacérès
- Aaron Jean François Crassous
- Jean-Baptiste Malibran

## Convention nationale(1792-1795)
9 députés et 3 suppléants

### Députés
1. Pierre Joseph Cambon, négociant, officier municipal à Montpellier, ancien député à la Législative. Est décrété d'accusation et condamné à la déportation après la journée du 1er prairial an III (20 mai 1795) ; est ensuite amnistié.
2. Antoine Bonnier d'Alco, président de l'administration du district de Montpellier, ancien député à la Législative.
3. Jean-François Curée, administrateur du département, ancien député à la Législative.
4. Jacques Joseph Viennet, officier municipal à Béziers, ancien député à la Législative.
5. Jean-Pascal Rouyer, officier de marine, ancien député à la Législative. Est mis hors la loi le 28 juillet 1793 ; est rappelé le 22 germinal an III (11 avril 1795).
6. Jean-Jacques-Régis de Cambacérès, président du tribunal criminel du département.
7. Ignace Brunel, maire de Béziers. Est exclu après le 31 mai 1793 ; est rappelé le 18 frimaire an III (8 décembre 1794) ; se brûle la cervelle à Toulon le 29 floréal an III (18 mai 1795).
8. Claude Dominique Côme Fabre, président de l'administration du district de Montpellier ; est tué le 20 nivôse an II (9 janvier 1794) à l'armée des Pyrénées-Orientales ; est remplacé par Joubert le 10 pluviôse an II (29 janvier 1794).
9. Pierre Castilhon, négociant à Cette.

### Suppléants
1. Coste, président du département. Décédé en nivôse an II. N'a pas siégé.
2. Balpt ou Balp, administrateur du département. Destitué comme administrateur, ne se présente pas pour siéger.
3. Louis Joubert. Remplace le 10 pluviôse an II (29 janvier 1794), Fabre décédé.

## Assemblée législative (1791-1792)
9 députés et 3 suppléants

### Députés
1. Pierre Joseph Cambon, négociant, officier municipal à Montpellier.
2. Antoine Brun, maire de Pézenas.
3. Jean-Pascal Rouyer, maire de Béziers.
4. Antoine Bonnier d'Alco, président de l'administration du district de Montpellier.
5. Jean-François Curée, membre du directoire du département, domicilié à Saint-André-de-Sangonis, district de Lodève.
6. Henri Paul Irénée Reboul, administrateur du département, domicilié à Pézenas.
7. Joseph François Seranne, négociant à Cette.
8. Jacques Joseph Viennet, officier municipal à Béziers.
9. François Bousquet, administrateur du département à Agde. Démissionnaire le 14 août 1792. Sa démission n'a pas été acceptée.

### Suppléants
1. Pigot, maire de Saint-Pons.
2. Luchaire cadet, bourgeois à Lodève.
3. Brunet fils, officier municipal à Montpellier.